# Yung Ho Chang
Yung Ho Chang (cinese: 张永和; Pechino, 1956) è un architetto e designer cinese naturalizzato statunitense.

## Biografia
È docente di architettura presso il Massachusetts Institute of Technology, dove è stato a capo del Dipartimento di Architettura. Ha studiato presso il Nanjing Institute of Technology (oggi Southeast University) prima di trasferirsi negli Stati Uniti. Nel 1984 ottenuto un master presso l'Università della California - Berkeley e ha insegnato negli Stati Uniti per 15 anni prima di tornare a Pechino, dove ha fondato il primo studio di architettura privato della Cina, l'Atelier Feichang Jianzhu (FCJZ).
Ha partecipato a numerose mostre internazionali di arte e architettura, tra le quali la Biennale di Venezia, cui ha preso parte cinque volte dal 2000.
Dal 1999 al 2005 è stato direttore di dipartimento del Graduate Center of Architecture all'Università di Pechino; nel 2002 ha occupato la cattedra di Kenzo Tange a Harvard e nel 2004 quella di Elie Saarinen Chair all'Università del Michigan. Dal 2011 è membro della giuria del premio Pritzker.

## Premi e riconoscimenti
- 1987: 1º premio alla Shinkenchiku Residential Design Competition
- 1996: Progressive Architecture Citation Award
- 2000: premio dell'UNESCO per la Promozione delle Arti
- 2006: Academy Award in Architecture (assegnato dalla American Academy of Arts and Letters)

## Pubblicazioni
- A Chinese practice, MAP Book Publishers, 2003, ISBN 9-628-60405-8.
- Luce chiara, camera oscura, Postmedia, 2005, ISBN 8-874-90024-4.